# Chaeropus
Chaeropus is een geslacht van buideldassen uit de familie Chaeropodidae. De wetenschappelijke naam van het geslacht werd in 1838 gepubliceerd door William Ogilby.

## Soorten
Er worden 2 recentelijk uitgestorven soorten in dit geslacht geplaatst:
- Chaeropus ecaudatus (Ogilby, 1838) – Varkenspootbuideldas
- Chaeropus yirratji Travouillon et al., 2019

Tot 2019 werd dit geslacht als monotypisch taxon gerekend, met als enige soort de Varkenspootbuideldas (C. ecaudatus), maar uit onderzoek bleek dat er een tweede soort bestond: C. yirratji.
Echte buideldassen · Langoorbuideldassen · Varkenspootbuideldassen (uitgestorven) · Yaralidae (fossiel)